# Бронкська історія
Бронкська історія (англ. A Bronx Tale) — американська кримінальна драма 1993 року Роберта де Ніро.

## Сюжет
Маленький хлопчик на ім'я Калоджеро живе в італійському кварталі Бронкса, батько якого працює простим водієм автобуса. Одного разу він стає свідком убивства, яке здійснює місцевий гангстер Сонні. Калоджеро думає що це сталося через суперечку за місце паркування, але коли його допитує поліція, він каже що не знає хто вбивця і затриманого Сонні відпускають. Після цього Сонні бере Калоджеро під свою опіку, чого не схвалює його батько.
Ставши юнаком, Калоджеро починає зустрічатися з симпатичною мулаткою Джейн Вільямс. Але проблема у тому, що його друзі з італійського кварталу конфліктують з молоддю афроамериканського кварталу. Вони планують напасти на них і беруть із собою Калоджеро, але в останню мить Сонні витягує його з машини. Решта їде щоб скоїти запланований напад, який закінчується для них смертю. Коли Калоджеро дізнається про це, він розуміє, що Сонні врятував йому життя. Калоджеро біжить до бару щоб подякувати Сонні, однак він стає свідком його вбивства. На похороні перед Калоджеро у черговий раз постає складне питання вибору життєвого шляху.

## У ролях
| Актор                     | Роль                             |
| ------------------------- | -------------------------------- |
| Роберт Де Ніро            | Лоренцо Анелло                   |
| Чез Палмінтері            | Сонні ЛоСпеччіо                  |
| Лілло Бранкато            | Калоджеро «Сі» Анелло (17 років) |
| Френсіс Капра             | Калоджеро «Сі» Анелло (9 років)  |
| Терал Гікс                | Джейн Вільямс                    |
| Кетрін Нардуччі           | Розіна Анелло                    |
| Клем Касерта              | Джиммі Вайсперс                  |
| Альфред Саукеллі молодший | Боббі Барс                       |
| Френк Пьетранголаре       | Денні                            |
| Джо Пеші                  | Кармін                           |
| Роберт Д'Андреа           | Тоні Топі                        |
| Едді Монтанаро            | Едді Муш                         |
| Фред Фішер                | Джо Джо Вейлі                    |
| Дейв Салерно              | Френкі                           |
| Джо Д'Онофріо             | Слік                             |
| Луїджі Д'Анджело          | Альдо                            |
| Луїс Ванаріа              | Божевільний Маріо                |
| Доменік Ломбардоцці       | Нікі Зеро                        |
| Домінік Роччі             | Ральфі                           |

## Цікаві факти
- Фільм поставлений на основі автобіографічного твору Чеза Палмінтері.
- Чез Палмінтері відмовлявся продати права на екранізацію книги доти, поки Де Ніро не надав йому можливості стати автором сценарію і зіграти одну з головних ролей у фільмі.
- Роберт де Ніро присвятив картину пам'яті свого батька[en].